# Vo'
Vo' es una localidad y comune italiana de la provincia de Padua, región de Véneto, con 3.421 habitantes.

## Evolución demográfica
| Gráfica de evolución demográfica de Vo' entre 1861 y 2001 |
|                                                           |
| Fuente ISTAT - elaboración gráfica de Wikipedia           |